# Дідушицький Мечислав Антоній
Мечислав Антоній Дідушицький (пол. Mieczysław Antoni hr. Dzieduszycki; 17 січня 1832, с. Корнів, нині Городенківський район, Івано-Франківська обл. — 26 липня 1872, там само) — граф, польський політичний та освітній діяч, філантроп, публіцист і поет.

## Біографія
Граф Мечислав Антоній Дідушицький народився 17 січня 1832 р. в селі Корнів (сучасного Городенківського р-ну Івано-Франківська обл.) в сім'ї графа Евгеніуша Дідушицького (Eugeniusz hr. Dzieduszycki, 15.02.1801 — 6.03.1857, Краків). Граф Євґеніуш Дідушицький був одружений двічі. З першого шлюбу з єдиною донькою Валеріана Дідушицького та Емілії Гловацької (пол. Emilia Głowacka) окрім сина Мечислава мав доньок Євгенію (Eugenia Teodozja, 1828–1892) та Ванду Ірену (Wanda Irena, 1829 — ?). У другому шлюбі з Геленою Пашковською (Helena Paszkowska, бл. 1810–1880) мав дочку Гелену, яка народилася у Корневі 20 листопада 1837 р.
Евгеніуш Дідушицький був великим землевласником, володів декількома населеними пунктами на етнічних польських та українських землях. Після смерті батька його вотчина — село Корнів стало власністю графа Мечислава Антонія. У «Покажчику всіх місцевостей, які знаходяться в королівстві Галіції і Лодомерії…» («Skorowidz wszystkich miejscowości położonych w królestwie Galicyi i Lodomeryi jakoteż w wielkiem księstwie Krakowskiem i księstwie Bukowińskiem») за 1868 рік, де міститься інформація про село Корнів за 1857 рік, зазначається, що тоді село перебувало у власності графа Мечислава Дідушицького.
Мечислав Антоній Дідушицький був політичним та освітнім діячем, а також публіцистом і поетом. Щоправда, свої вірші друкував не часто. У рукописному вигляді збереглась його велика історична поема «Городище» («Grodzisko», 1855 р.). У 1844–1855 і 1864–1871 рр. мешкав в Кракові (Польща). Мечислав Антоній Дідушицький був одним із засновників «Товариства Приятелів Народної Освіти» («Towarzystwa Przyjaciół Oświaty Ludowej»). Він і сам заснував або збагатив літературою різні публічні бібліотеки-читальні, в тому числі й кілька сільських. Як політичний діяч повіту входив до Городенківської повітової ради (Szematyzm Królestwa Galicyi i Lodomeryi z Wielkiem Księstwem Krakowskiem na rok 1870. — Lwów, 1870. — S. 251). У 1844–1855 і 1864–1871 роках він жив у Кракові.
9 червня 1860 року в Кракові М. А. Дідушицький одружився з Павліною Ратайською (Paulina Ratajska, 1831–1892). У них було троє дітей: Софія Ядвіга (Zofia Jadwiga, 2 2 березня 1868 p. у Кракові;— 13.01.1896, Краків - сестра законниця), Катажина (Katarzyna, 27.04.1861, Корнів — ?) та Барбара (Barbara, 23.09.1862, Корнів — ?). До тепер на околиці села в урочищі Чігор знаходиться зруйнована каплиця-гробовець, яка належала родині Дідушицьких.
Відомо, що Мечислав Антоній Дідушицький та його родина померли від холери. У «Покажчику…» за 1890 рік («Skorowidz dóbr tabularnych w Galicyi z Wielkiem Ks. Krakowskiem. — Lwów, 1890. — S. 110–111») є згадка про гробову каплицю в Корневі графині Павліни Дідушицької. Також зазначається, що каплиця розміщувалась на території площею у 186 сажнів. Відомо, що Павліна Дідушицька (Ратайська), дружина Мечислава Дідушицького, померла у вересні 1892 року. Отже, на час 1892 року вона доглядала цю каплицю.
Від панського двору (на місці сучасної колгоспної ферми) до каплички-усипальниці вела ґрунтова дорога. З обох сторін цієї дороги розміщувались насадження дерев у вигляді алеї. Така ж алея знаходилась біля дороги і з іншої сторони панського двору.